# Gmina Raciechowice
Die Gmina Raciechowice ist eine Landgemeinde im Powiat Myślenicki der Woiwodschaft Kleinpolen in Polen. Ihr Sitz ist das gleichnamige Dorf mit etwa 870 Einwohnern.

## Gliederung
Zur Landgemeinde (gmina wiejska) Raciechowice gehören folgende 15 Dörfer mit einem Schulzenamt:
Bojańczyce
Czasław
Dąbie
Gruszów
Kawec
Komorniki
Krzesławice
Krzyworzeka
Kwapinka
Mierzeń
Poznachowice Górne
Raciechowice
Sawa
Zegartowice
Żerosławice